# FK Ørn Horten
AZ Ørn Horten egy norvég harmadosztályú labdarúgócsapat.

## Klubtörténet
A klubot 1904. május 4-én alapították, és azóta is Horten legnagyobb labdarúgó egyesülete. Az aranykorát az 1920-as és 1930-as években élte. 1920-ban megszerezte első kupa győzelmét, amit tíz éven belül még háromszor sikerült megnyerniük. Az 1950-es és 60-as években a norvég első osztályban is szerepeltek.
A klub sokáig a negyedosztályban játszott, ám a 2021-es szezonban csoportelsőként sikerült feljutniuk a harmadosztályba.
A vezetőedzői posztot az egyik korábbi játékos, Kjell Andre Thu tölti be. Az Ørn a közelmúltban több tehetséges játékost is felfedezett, mint például Adnan Hadzicot, aki az Start csapatához került, illetve Benjamin Zalot és Julian Kristoffersent akik külföldön folytatták pályafutásukat.

## Sikerek
Norvég Kupa
- Győztes (4): 1920, 1927, 1928, 1930
- Döntős (4): 1916, 1926, 1929, 1932

## Legutóbbi szezonok
| Szezon             | Poz. | M  | Gy | D | V | RG | KG | P  | Kupa   | Megjegyzés                                   |
| ------------------ | ---- | -- | -- | - | - | -- | -- | -- | ------ | -------------------------------------------- |
| 2020 - 3. divisjon | –    | 0  | 0  | 0 | 0 | 0  | 0  | 0  | —      | a COVID-19 pandémia miatt törölték a szezont |
| 2021 - 3. divisjon | ↑ 1. | 13 | 9  | 2 | 2 | 32 | 12 | 29 | 1. kör | Feljutott                                    |
| 2022 - 2. divisjon | 8.   | 24 | 7  | 8 | 9 | 37 | 38 | 29 | 1. kör |                                              |

## Fordítás
Ez a szócikk részben vagy egészben  a   FK Ørn Horten című angol Wikipédia-szócikk fordításán alapul.  Az eredeti cikk szerkesztőit annak laptörténete sorolja fel. Ez a jelzés csupán a megfogalmazás eredetét és a szerzői jogokat jelzi, nem szolgál a cikkben szereplő információk forrásmegjelöléseként.